# Brasserie Cnudde
Pour les articles homonymes, voir Cnudde.
La Brasserie Cnudde (en néerlandais : Brouwerij Cnudde) est une brasserie familiale belge située dans le village d'Eine faisant partie de la commune d'Audenaerde en province de Flandre-Orientale. Elle brasse les bières Cnudde.

## Histoire
Augusts Meheus, originaire d'Aarsele, épouse Stephanie Lepeleire du village d'Eine. Ensemble, ils exploitent une fabrique de savon située Fabriekstraat à Eine. Leurs deux fils, Hector-Isidoor et Aimé créent une brasserie appelée la brasserie Meheus tout en maintenant l'entreprise de fabrique de savon. Peu de temps après, en 1886, après la mort d'Hector-Isidoor à l'âge de 35 ans, son frère Aimé arrête la savonnerie et se consacre entièrement à la brasserie. 
Cette brasserie est achetée en 1919 par Alfons Cnudde pour poursuivre l'activité brassicole laissée par les frères Meheus. L'entreprise prend le nom de brasserie Cnudde. Alfons est remplacé en 1933 par son fils Omer. De 1944 à 1948, Adolf Mornie est maître-brasseur en attendant que le fils d'Omer, Louis, reprenne l'entreprise familiale. En 1953, la brasserie est reconstruite et le matériel de brassage remplacé. Cette brasserie en brique rouge bâtie dans un virage est reconnaissable à sa tour carrée où, sur chaque côté, les lettres CNUDDE s'étalent de haut en bas. Sur le toit de la brasserie, se trouve un bac refroidisseur. En raison de la concurrence et de la baisse du nombre de cafés, l'entreprise se démantèle lentement. En 1993, Louis prend sa retraite. Ses fils Lieven, Steven et Pieter prennent alors la relève. Bien qu'exerçant chacun une autre profession, ils se réunissent épisodiquement pour brasser ensemble. C'est donc la quatrième génération de brasseurs de la famille Cnudde. La brasserie dont les bières sont uniquement commercialisées dans la région fêtera ses 100 ans en 2019.

## Bières
La brasserie produit deux bières :
- Cnudde Oudenaards bruin, une bière brune spéciale composée d'un malt pils et de deux sucres bruns et titrant 4,7 % en volume d'alcool.
- Cnudde Bizon, une bière fruitée de fermentation haute aux cerises titrant 5,5 % en volume d'alcool. Les cerises utilisées proviennent du verger familial voisin de la brasserie. Son nom provient des deux sculptures en pierre représentant des bisons placées non loin de la brasserie, à l'entrée du pont de l'Ohio franchissant l'Escaut à Eine.